# Stagmomantis limbata
Stagmomantis limbata — один з видів богомолів багатого роду Stagmomantis. Середнього розміру богомоли, самці крилаті, крила самиць укорочені. Поширені в США, Мексиці та країнах Центральної Америки.

## Опис
Тіло середнього розміру, тендітне в самців, суттєво міцніше в самок. Довжина тіла самців — 4,5-6 см, самок — 4,3-6,4 см. Забарвлені в зелений, бурий, сірий чи золотисто-жовтий колір, забарвлення може бути однотонне чи рябе. Забарвлення сильно варіює навіть у рамках однієї місцевості, більш різноманітні самки.
Голова трикутна, широка, тім'я практично пряме, з 4-ма борозенками. Голова такого ж забарвлення, як і тіло, лише по боках з жовтими смугами, а верхня губа по краю аквамаринова. Фасеткові очі великі, опуклі, гладенькі. Прості вічка самців виразні, у самиць маленькі.
Передньоспинка видовжена, тендітна, довша за передні тазики. Її краї зубчасті в самок, гладенькі в самців. Тазики передніх ніг спереду з 8-20 білуватими зубцями. Внутрішня поверхня тазиків кольору тіла з 3 неправильними брунатними перепасками. Передні стегна з 4 задньовентральними, 4 дискоїдальними та 13-15 передньовентральними шипами з чорними верхівками. Передні гомілки довжиною приблизно вдвічі коротші за стегна, з 9-11 задньовентральними та 11-14 передньовентральними шипами.
Дві задні пари ніг тендітні, гладенькі. Зазвичай того ж кольору, що й тіло, хоча можуть бути брунатними, коли тіло зелене. Зрідка можуть бути блідофіолетовими.

## Спосіб життя
Оотеку відкладають на дерев'янисті стовбури рослин, товсті гілки, на кору, а також на вертикальні штучні споруди. Оотеки досить товсті, овально-кулясті, 1,4-3 см у довжину, близько 1 см у ширину та такі ж у висоту. Задній кінець оотеки обрізаний, по боках рифлена, містить 16-24 яєць. Личинки виходять після 5-9 холодних місяців, зазвичай рано вранці з кінця березня до початку липня.

## Ареал
Поширені в південно-західній частині США, від Юти та Каліфорнії, на схід до Техасу, на південь в Мексиці та країнах Центральної Америки. Окрема популяція принаймні з 2015 року існує у та Флориді